# Steve Carlton
Pour les articles homonymes, voir Carlton.
Steven Norman Carlton (né le 22 décembre 1944 à Miami, Floride) est un ancien lanceur des Ligues majeures de baseball. Durant sa carrière de 24 saisons, le gaucher s'est illustré principalement avec les Cardinals de Saint-Louis et les Phillies de Philadelphie. Il est membre du temple de la renommée du baseball depuis 1994.
Actuellement (en 2008), Steve Carlton occupe le 4e rang chez les lanceurs de l'histoire (et le 2e chez les artilleurs gauchers) pour le nombre de retraits sur des prises. Le record lui a d'ailleurs appartenu à plusieurs reprises entre 1982 et 1984, avant que Nolan Ryan ne le dépasse définitivement. Carlton a remporté deux Séries mondiales (1967 et 1980), participé dix fois au match d'étoiles, est à ce jour le dernier lanceur de la Ligue nationale à avoir remporté plus de 25 victoires en une seule saison, et fut le premier lanceur de l'histoire du baseball à remporter quatre trophées Cy Young.

## Cardinals de St-Louis
Cartlon fait ses débuts avec les Cards de St-Louis en 1965, à l'âge de 20 ans, et fait partie de la rotation de partants régulière de l'équipe dès 1967. Il passe les sept premières saisons de sa carrière à St-Louis. Le jeune lanceur possède dans son arsenal une bonne balle rapide et une glissante, et du haut de ses 1,93 m (6 pieds 4 pouces) il intimide passablement les frappeurs adverses. 
Son dossier est de 77 victoires et 53 défaites avec les Cards en saison régulière. Avec l'équipe, il participe aux séries mondiales en 1967 et 1968. À sa première présence, il subit la défaite comme partant lors du 5e match de la série contre les Red Sox de Boston, mais les Cardinals remporteront quand même la finale en 7 rencontres. Un an plus tard, face aux Tigers de Detroit, Carlton accorde deux points en une manche de relève lors du second match de la série, perdu 8-1 par les Cards. Ce sera sa seule apparition dans une série mondiale remportée en 7 matchs par Detroit.
Le 15 septembre 1969, Steve Carlton retire 19 frappeurs des Mets de New York sur des prises, établissant un record pour le plus grand nombre de retraits au bâton par un lanceur dans un match régulier de neuf manches, record battu depuis par Roger Clemens, Kerry Wood et Randy Johnson (avec 20 chacun).
En 1969, Carlton clôt la saison avec un dossier de 17-11 et la seconde meilleure moyenne de points mérités de la Ligue nationale (2,17), en plus d'avoir enregistré 210 retraits sur des prises.
La saison 1970 est plus difficile. Il ne se présente pas au camp d'entraînement en raison d'une mésentente contractuelle avec l'équipe, puis termine la saison avec un dossier de 10-19, un sommet dans la ligue en termes de défaites pour un lanceur, et une moyenne élevée de 3,73. Il rebondit cependant la saison suivante et atteint le plateau des vingt victoires en 1971, où il termine avec une fiche de 20-9 et une moyenne de 3,56.

## Phillies de Philadelphie
À la suite d'une nouvelle dispute contractuelle avec les Cardinals, Steve Carlton est échangé aux Phillies de Philadelphie avant la saison 1972, en retour du lanceur Rick Wise. À sa première saison à Philadelphie, il signe une des meilleures campagnes jamais connues par un lanceur partant. Il enregistre un sommet personnel de 27 victoires, ce qui le place également premier dans les majeures à ce chapitre. Aucun lanceur n'a remporté autant de victoires en une saison dans la Nationale depuis la saison 1972 de Carlton. Cette année-là, le gaucher domine également la ligue au chapitre des matchs complets (30), des retraits au bâton (310) et de la moyenne de points mérités (1,97). Plus exceptionnel encore, il présente ses statistiques en ayant évolué pour une équipe n'ayant offert qu'un piètre rendement de 59 victoires et 97 défaites. Carlton aura donc, au cours de cette saison, enregistré 45,8 % des victoires son équipe, un record de l'ère moderne qui tient toujours. 
La carrière du lanceur partant chute en 1973, alors qu'il encaisse 20 défaites. Carlton avait fait grand état, l'année précédente, de ses techniques d'entraînement. Il attribue en effet son succès à des techniques inspirées des arts martiaux, notamment l'habitude de plonger son poing dans un seau de riz et de l'y agiter. Ses mauvaises statistiques en 1973 amènent les journalistes sportifs de Philadelphie à critiquer Carlton et à remettre en question ses techniques d'entraînement peu orthodoxes. C'est le début d'un long conflit entre l'athlète et les médias. Carlton refusera de rencontrer les médias de Philadelphie et de répondre à leurs questions, et il se refusera à le faire jusqu'à son départ de cette ville, en 1986.
En 1981, alors que la recrue d'origine mexicaine Fernando Valenzuela connait une saison exceptionnelle chez les Dodgers de Los Angeles, un journaliste ironisera en affirmant que Valenzuela et Carlton sont les deux meilleurs lanceurs des majeures à « ne pas parler anglais ».
Carlton connaîtra beaucoup de succès à Philadelphie, remportant le trophée Cy Young remis au meilleur lanceur de la Nationale en 1972, 1977, 1980 et 1982. Il devint le premier lanceur de l'histoire à remporter le prestigieux trophée à quatre reprises. En 1972, le Cy Young lui est d'ailleurs décerné unanimement, et il termine même cinquième lors du vote visant à élire le joueur par excellence de la saison régulière, un honneur pour lequel les lanceurs sont rarement considérés. En 1981, il reçoit également le Gant doré pour son jeu défensif à sa position.
Les Phillies remportent trois années consécutives le championnat de la division Est, de 1976 à 1978. En 1980, l'équipe remporte la Série mondiale en six matchs devant les Royals de Kansas City. Carlton est au monticule comme lanceur partant lors des matchs #2 et 6, et est crédité de la victoire à chaque fois.
En 1983, les Phillies remportent une fois de plus le championnat de leur division et de la Ligue nationale, pour cependant s'incliner en cinq parties devant les Orioles de Baltimore en Série mondiale. Carlton, qui vient de connaître une saison difficile de 15-16 (sa première fiche perdante depuis son dossier de 13-20 en 1973) lance le 3e match et subit la défaite.

## Après les Phillies

### Giants de San Francisco
Passé aux Giants après avoir remporté seulement 4 de ses 12 premières décisions de l'année avec les Phillies en 1986, Carlton compile un dossier de 1-3 à San Francisco, sa seule victoire survenant lors d'un match contre les Pirates de Pittsburgh où il frappe un circuit de 3 points. Au cours de son bref séjour chez les Giants, il enregistre son 4000e retrait sur des prises en carrière, contre Eric Davis des Reds de Cincinnati, puis annonce sa retraite peu de temps après.

### White Sox de Chicago
Sa retraite sera de courte durée puisqu'il est presque immédiatement mis sous contrat par les White Sox de Chicago, avec qui il fait ses débuts dans la Ligue américaine et termine la saison 1986. Pour les White Sox, Carlton compile un dossier de 4 victoires et 3 défaites, avec une moyenne de points mérités de 3,69, mais l'équipe ne lui propose pas de nouvelle entente pour la saison 1987.

### Indians de Cleveland
En 1987, le vétéran gaucher évolue d'abord pour les Indians de Cleveland, équipe de dernière position. Son dossier est de 5-9, mais l'événement marquant de la saison sera sa seule présence au mythique Yankee Stadium de New York, où il fait équipe avec une autre légende du baseball, le lanceur Phil Niekro. C'est la première fois que deux lanceurs gagnants de 300 victoires ou plus en carrière lancent dans un même match, pour la même équipe. Les Indians perdront cependant le match 10-6 aux mains des Yankees.

### Twins du Minnesota
Échangé en cours de saison 1987 aux Twins du Minnesota, Carlton n'y remporte qu'une seule de ses six décisions (fiche de 1-5 en neuf matchs). Les Twins, champions de la division Ouest de l'Américaine, participent à la Série mondiale, qu'ils remportent en sept rencontres sur les Cards de Saint-Louis, l'ancienne équipe de Carlton, qui n'aura cependant pas l'opportunité de les affronter puisque les Twins ne font pas appel à ses services en matchs d'après-saison.

### Retraite
Carlton tente de dénicher un poste avec une équipe des majeures en 1989 mais ne reçoit aucune offre. Il annonce donc sa retraite.

## Face à Nolan Ryan
Au cours de sa carrière, Steve Carlton a longtemps rivalisé avec Nolan Ryan pour le record du plus grand nombre de retraits sur des prises dans l'histoire des ligues majeures de baseball. Le record était détenu depuis longtemps par Walter Johnson qui termina sa carrière en 1927 avec 3509 retraits au bâton. Au début de la saison 1982. Ryan en totalisait 3494, Gaylord Perry 3452, et Carlton 3434. Perry termina sa carrière peu de temps après avec un grand total de 3534 retraits sur des prises, mais Ryan et Carlton le surpassèrent au sommet, et s'échangèrent les première et deuxième places à 19 reprises, avant que Ryan ne dépasse définitivement Carlton et établisse le record qu'il détient toujours aujourd'hui. Alors que Steve Carlton se retire après la saison 1988, Nolan Ryan jouera dans les majeures jusqu'en 1993 et comptera environ 1600 retraits sur des prises de plus que son adversaire au moment de prendre sa retraite. Carlton détiendra cependant le record pour les retraits au bâton par un lanceur gaucher jusqu'en 2004, alors qu'il sera devancé par Randy Johnson.
Steve Carlton a terminé sa carrière avec 329 victoires (11e place de tous les temps) contre 224 défaites, et 4136 retraits sur les prises. Il a connu 15 saisons gagnantes et 7 saisons perdantes.  Il a connu six saisons de 20 victoires et plus.

## Accomplissements et honneurs
- 329 victoires (11e)
- 244 défaites (14e)
- 4136 retraits sur les prises (4e)
- 10 fois élu à l'équipe des étoiles
- Gagnant du Trophée Cy Young en 1972, 1977 1980 et 1982
- Gagnant du gant doré en 1981
- Élu au temple de la renommée du baseball en 1994